# Prometheus (film, 2012)
A Prometheus (eredeti cím: Prometheus) 2012-ben bemutatott amerikai-brit sci-fi horror Ridley Scott rendezésében.
Már a kezdeti időszakban viharos élete volt a filmnek. Ridley Scott eredetileg teljesen Alien előzményfilmként indította volna útjára Alien Zero címmel, későbbiekben "Alien: Prometheus"-ként hivatkoztak rá, végül a xenomorph-ok kihagyásával – az "Alien: Covenant" filmet figyelmen kívül hagyva – akár különállóként is megtekinthető filozofikus eposz vált belőle. 2012-ben még a magyar InterCom sem tudta megmondani, hogy a film az Alien univerzum része vagy sem. A film vegyes kritikákat kapott mindezek miatt is, megosztotta a közvéleményt és a kritikusokat: a kritizálók számos hibát tettek szóvá a marketing, a cselekmény, a dramaturgia, és a színészi játék terén; támadási felületet jelentett a mércét magasra tevő előddel, az Alien-sorozattal való összehasonlítása. A kész filmből a végső változat előtt összesen 14 pernyi jelenetet vágtak ki, melyek fellelhetők a videomegosztó oldalakon. Összességében 2012 egyik vitatott és sokat boncolgatott sci-fi-filmje lett.

## Rövid történet
Az emberiség eredetére utaló nyomokat követve egy kutatócsapat egy távoli holdon talál egy szerkezetet, és hamarosan rájönnek, hogy ellenséges lényekkel találkoztak. A történet az Alien-filmekkel egy univerzumban, azok cselekménye előtt, 2093-ban játszódik.

## Cselekmény
A nyitó jelenetben egy mérnököt (nem teremtőt!) láthatunk ahogy a zselészerű fekete folyadékot elfogyasztva azzal önmagát feláldozva létrehozza az életet (a Földön). 
Doktor Elizabeth Shaw (Noomi Rapace) régész és párja, Charlie Holloway (Logan Marshall-Green) olyan jeleket találnak a Föld különböző pontjain végzett ásatásokon, amik alapján egy távoli csillagrendszer válik azonosíthatóvá, amit a régészpár „meghívónak” vél az emberiség állítólagos teremtőitől (az eredetiben The Engineers, „a Mérnökök” / „az Alkotók” / „a Tervezők”). 
Négy évvel később egy csapattal, a Weyland vállalat Prometheus nevű űrhajójával mennek el az ismeretlen bolygóra, hogy felkutassák a lényeket. A kétéves utazást a csapat hibernációban teszi meg, ez alól kivétel David, egy android (Michael Fassbender). A küldetés irányítója Meredith Vickers (Charlize Theron), a Weyland vállalat megbízottja, aki felügyeli a kutatást, mivel a vállalat finanszírozza a küldetést.
A megérkezésük után kiderül, hogy a szóban forgó bolygó kopár, kihalt, légköre mérgező, és mostoha klíma várja a látogatókat. Viszont meglátnak egy idegen mesterséges építményt, és leszállnak a közelben. A létesítményben egy kék bőrű, méretes humanoid tetemét, és hordószerű tárolóedényekben nagy mennyiségű különös, zselészerű fekete folyadékot találnak, de életjeleket nem, az épület legalább kétezer éve elhagyatott. 
Az első felderítés után a szerzett minták alapján kiderül, hogy a humanoidoknak közük van az emberekhez, mivel a két faj DNS-mintája jó egyezést mutat. Davidnek, valószínűleg véletlenül, sikerül beindítania egy holografikus felvétel lejátszását, amelyen az látszik, hogy egy csapat idegen a központi terem felé fut, valami elől menekülnek, egyiküket a terem ajtaja lefejezi. 
A tetem vizsgálata közben két kutató, az expedíció geológusa és biológusa, akiknek hamar elegük lett a kutatásból (a geológus főleg az idegen holttesttől és a hologramoktól borul ki), a hajó felé indul, de, mint később kiderül, valójában eltévedtek az épület barlangszerű folyosóin, és az idegen létesítményben ragadtak.
A kutatócsoportnak közben vissza kell vonulnia a Prometheusra egy közeledő elektromos vihar miatt, amely megsütéssel fenyegeti őket. A „tervező” fejét Shaw a viharban az élete kockáztatásával az űrhajóra viszi, ahol megvizsgálják, de a lelet a fekete anyaggal fertőzöttnek bizonyul, ami szétrobbantja a fejet. 
David egy erre szolgáló telepatikus készülék segítségével beszél az űrhajón titokban „lefagyasztott” állapotban utazó Weylanddal a fejleményekről, aki azt mondja neki, szerezzen további válaszokat. Vickers ezután sarokba szorítja az androidot, és megpróbálja kiszedni belőle, miről beszéltek Weylanddal – láthatóan nem túl jó a viszony Vickers és Weyland meg az androidja között. Az android végül vonakodva, de válaszol Vickersnek.
David megkérdezi Hollowayt, mit tenne meg azért, hogy választ kapjon a kérdéseire. A férfi, aki életét a projektnek áldozza, nem sejtve, hogy a halálos ítéletét írja alá, azt válaszolja: „bármit”, mire David egy pohár alkohol segítségével megmérgezi a fekete anyaggal, amit az idegen létesítményből olyasféle csomagolásban talált, amiben a Földön biológiai fegyvereket tartanának. 
Közben a hajó kapitánya, aki éppen a megfigyelőpultnál lát el ügyeletet, arról tájékoztatja a két kint rekedt kutatót, hogy a robotszondák fura, meg-megszűnő idegen életjeleket látnak a létesítményben. A kutatók, akik az idegenek hullahegyei közt nem érzik magukat biztonságban, elhatározzák, hogy semmiképpen nem mennek oda megnézni a jelet, ehelyett letáboroznak az egyik ellenkező irányban lévő raktárban. 
A hajó fedélzetén feltűnik Vickers, akivel a kapitány flörtölni kezd. A hidegség megtestesülésének tűnő nő a rámenős kapitány ama vádjára, hogy ő is robot, válaszul találkozóra invitálja a kabinjába, így senki nem lesz tanúja, amint a két kutatót kezdetben csupán ártalmatlan érdekességnek tűnő kígyó- vagy csigaszerű, puhatestű lények támadják meg, amelyek szájukon behatolva megfertőzik őket (az egyik kutatót a rájuk tekeredő lényekből kilövellő szupersav erősségű testnedv arcon találja, és hamarosan megöli, amikor késsel megpróbálják levágni azokat magukról).
Mikor a viharnak vége, néhányan elindulnak megkeresni a két eltűnt kutatót, akikkel megszakadt a kapcsolat. Míg az emberek a létesítményben kutatnak, és megtalálják az egyikük holttestét, David különválik tőlük, és felfedezi az idegen létesítmény (ami valójában egy űrhajó) irányítóközpontját, valamint egy életben maradt, hibernált Tervezőt. Ekkor Vickers parancsa ellenére lekapcsolja azt a kamerát, amelyen a nő szemmel tartja. David a műszerfallal kísérletezve, illetve holografikus felvételeket nézve hamarosan rájön a hajó működésének bizonyos elveire, és arra is, hogy úticélja a Föld volt.
Közben a létesítményben ragadt, és a fekete anyaggal megfertőződött kutató a hajó közelébe ért, de öldöklő zombivá változott. Vele a hajó legénysége – akik közül többet megöl vagy megsebesít – leszámol, azonban a létesítményben kutató Holloway is elkezd átváltozni. A tudósok az egyre rosszabbul lévő Holloway-jel visszaindulnak a Prometheusra, de Vickers nem akarja felengedni őket a hajóra, és akaratának nyomatékosítására egy lángszóróval fenyegetőzik. A kutatók, akik többsége orvosi kezelésben akarja részesíteni a beteget, összevesznek vele. Holloway azonban érzi, hogy Vickersnek van igaza, és hogy öngyilkosságot kövessen el, mielőtt átváltozik, elbúcsúzik a többiektől, majd közeledni kezd Vickers felé, biztatva a nőt, hogy végezzen vele, aki valóban szétégeti a fegyverrel.
Az is kiderül, hogy Holloway és Shaw szexuális kapcsolatot létesített a fertőzés óta, és Shaw is a rosszullét jeleit mutatja. David, aki egy orvosi laborban megvizsgálja, tájékoztatja, hogy egy embrió fogant meg a méhében, azonban utal rá, hogy nem földi eredetű, és nem meri megmutatni az ultrahangképeket Shaw-nak. Javasolja, hogy a legénység fagyassza le a nőt, ám Shawnak esze ágában sincs idegen csecsemőket szülni, elszökik, majd a hajó Weylandék számára fenntartott ultramodern orvosi kabinjában császármetszést hajt végre magán. A magzat polipszerű lény, külsőben és méretben hasonló az Alien sorozat xenomorf-lárváihoz. Shaw a medikabin fertőtlenítő eszközével megpróbálja elpusztítani, de később kiderül, sikertelenül.
A műtét hatásaitól végül elájul, amikor felébred az orvosi részleg egyik szobájában, meglepődve látja, hogy Weylandot emberei és androidja épp felkészítik a tervezőkkel való találkozásra. Weyland nagyon öreg, csak órák vannak hátra az életéből, és a lények tudását szeretné felhasználni arra, hogy meghosszabbítsák az életét. Erről csak David és Vickers tudott. Vickers azonban természetellenesnek tartja apja örök élet utáni vágyát, igyekszik lebeszélni a Tervezőkkel való találkozásról, a férfi azonban hajthatatlan. Shaw úgy dönt, a történtek után is Weylanddal tart, de a mágnással ellentétben ő nem örök életet akar, hanem megtudni azt, amiért Hollowayjel nekiindult a Földről: mi volt a Tervezők célja az emberiség megalkotásával.
A kupolaszerű építmény biológia fegyver raktár lehetett, tehát ezen a bolygó nem az anyabolygó, hanem az ahol a mérnökök kísérleteztek (legalábbis az űrhajóskapitány, aki a bolygót katonai kísérleti telepnek tartja, biztos ebben), de, mint kiderült (amit eddig csak David és az ő nyomán Weyland tudott), emellett egy nagy űrhajó, ami a sok száz urna fekete méreggel a rakterében a Földet vette célba. Amikor gazdájával együtt kihozzák a Tervezőt a hibernációból, és David Weyland kérdéseit lefordítja neki ősi nyelvükre, a lény válasz helyett (amire vélhetően nem ítélte őket méltónak) leszakítja David fejét, és – minthogy a testőrök igyekeznek őt lelőni, hogy megvédjék a gazdájukat – megöli a többieket is. Egyedül Elizabeth Shawnak sikerül kimenekülnie. Előzőleg Shaw is kérdéseket intézett a Tervezőhöz (őt az érdekelte, miért akarták elpusztítani az emberiséget), de Weyland utasította a testőreit, némítsák el a nőt, mivel a férfit csak a halhatatlansága érdekelte.
Amikor Shaw közli az űrhajó kapitányával, hogy az idegen hajó felszálláshoz készülődik, és célba vette a Földet, a kapitány (aki már előzőleg esküdözött, hogy ezt a fekete izét, ami az embereket zombivá változtatja, esze ágában sincs a Földre szállítani) és a három pilóta a Prometheust nekivezetik a felemelkedő idegen járműnek, működésképtelenné téve mindkettőt. A robbanás előtt Meredith Vickers, akinek kedvesebb az élete, és ellenzi a kamikaze-akciót, egy egyszemélyes mentőkabinban kiugrik és földet ér, azonban az idegen hajó lehulló roncsa agyonnyomja.
David leszakított feje felveszi a kapcsolatot Elizabeth Shaw-val. David tájékoztatja, hogy a Tervező túlélte az ütközést, és most (feltehetően bosszúszomjasan) a nőt keresi. A nőnek egy még komolyabb fenyegetéssel kell szembenéznie: mentőkabinjában a hatalmasra nőtt arctámadó xenomorf polipot észleli tekeregni, amit korábban kiműtött magából. Épp megkapja David üzenetét, és a Tervező már ott is van. Szerencsére Shaw a xenomorfhoz tudja csalni őt, és csapdába ejteni. A xenomorf elvégzi a feladatát, hosszas küzdelem után a Tervező arcára tapad, és megfertőzi, Shaw megmenekül.
David újra jelentkezik, és közli, hogy további idegen űrhajókról is tud és azokat irányítani is tudja, ha Shaw hajlandó megmenteni őt. Shaw megkeresi David fejét, és elindulnak az egyik űrhajóhoz. Shaw tájékoztatja Davidet, hogy esze ágában sincs a Földre visszamenni, hanem meg kell keresniük a Tervezők anyabolygóját, mert tudni akarja, miért akarták megsemmisíteni a földi életet. David így is vállalja a küldetést, és azt állítja, tudja, hova kell menniük. Shaw az űrhajóról, mielőtt elindulnának, egy záróüzenetet sugároz a Földre, amelyben röviden összefoglalja a történteket, és felhívja a figyelmet rá, hogy a veszélyre való tekintettel senkinek eszébe se jusson felkeresni ezt a bolygót. 
Shaw régi mentőkabinjában a xenomorf által megfertőzött Tervező testéből előbújik egy hosszú koponyájú szörny.

## Szereplők
- Noomi Rapace (Elizabeth Shaw)
- Michael Fassbender (David)
- Charlize Theron (Meredith Vickers) magyar hangja Létay Dóra
- Guy Pearce (Peter Weyland)
- Idris Elba (Janek kapitány)
- Rafe Spall (Milburn)
- Logan Marshall-Green (Holloway)
- Kate Dickie (Ford)
- Sean Harris (Fifield)
- Emun Elliot (Chance)
- Benedict Wong (Ravel)
- Lucy Hutchinson (fiatal Elizabeth)
- Patrick Wilson (Elizabeth apja)
- Daniel James (tervező I.)
- Ian Whyte (tervező II.)

## Forgatás
A vizuális effektek a Moving Picture Company (MPC), a WETA Digital, Fuel VFX és a Halon Entertainment (previz.) munkája. A speciális effekteket a Neal Scanlan Studio (animatronic), Carlos Huante (lényekért felelős designer) és H.R. Giger (kreatív konzultáns és látvány) alkotta.

## Marketing
A film bemutatását jelentős marketing előzte meg, amin kívül az Alien-történetekhez való kapcsolódás is növelte a várakozást. Még víruskampányt is indítottak, ahol a filmbeli, fiktív Weyland Vállalat termékeinek reklámjaként szerepeltek a filmbeli műszaki eszközök, többek közt a Prometheus űrhajó és David, az android is.

## Fogadtatás
A Prometheus megosztotta a közönséget és a kritikusokat egyaránt. Dicséretet elsősorban a film látványvilága és Michael Fassbender alakítása kapott. Hátrányként főleg a botladozó dramaturgiájú cselekményt és a film által felvetett létkérdések közhelyszerű, illetve hiányos megválaszolását említették meg. Mivel sok, a cselekmény alapján felvethető kérdésre, legalábbis ebben a filmben, nem adnak választ, emiatt meglehetősen gyakori megállapítás, hogy a film dramaturgiailag hiányos, nem áll meg önmagában (a tervezett, Paradise munkacímet viselő következő rész, illetve a bővített verziók jelenetei nélkül), illetve, hogy „két szék között a padlóra esett”: egyszerre akart rémisztő horrorfilm és gondolatébresztő hard sci-fi lenni, de végül mindkét műfajban erősen középszerű teljesítményt ért el. Az Alien-filmek rajongói között sem aratott osztatlan sikert a történet, mert az azokból ismerős lények és a korábban megszokott horrorszerű jelenetek túl keveset szerepelnek a filmben.